# جيانيس إيوانو
جيانيس إيوانو (9 أبريل 1984 بأنتيكيرا في اليونان - ) هو لاعب كرة قدم يوناني في مركز الدفاع. لعب مع أوليمبياكوس فولو وفوكيكوس ونادي بانيتوليكوس ونادي باناتشايكي ‏ وAchaiki F.C. ‏ وHaidari F.C. ‏ ونادي بانيجياليوس ‏ ونادي فيزاس ‏.

## وصلات خارجية
- جيانيس إيوانو على موقع قاعدة بيانات كرة القدم.إي يو (الإنجليزية)
- جيانيس إيوانو على موقع Soccerway.com (الإنجليزية)
- جيانيس إيوانو على موقع عالم كرة القدم.نت (الإنجليزية)